# Battle Creek (série télévisée)
Pour les articles homonymes, voir Battle Creek.
Battle Creek est une série télévisée américaine en treize épisodes de 42 minutes créée par David Shore et Vince Gilligan et diffusée entre le 1er mars 2015 et le 24 mai 2015 sur le réseau CBS et en simultané sur le réseau Global au Canada.
En France, la série est diffusée du 9 mai 2017 au 7 juin 2017 sur TF1, en Belgique de octobre à novembre 2017 sur RTL TVI et sur RTLPlay depuis le 14 novembre 2019. 

## Synopsis
Deux détectives, Russ Agnew et Milton Chamberlain, sont obligés de former une nouvelle équipe au sein de la police de la ville de Battle Creek (État du Michigan). Ayant deux visions du monde complètement différentes et des méthodes d'investigations divergentes, ces deux policiers forment contre toute attente une équipe très efficace. Mais le mystère voilant le passé de Milton resurgissant assez fréquemment, Russ le suspecte de plus en plus et sa confiance se détériore elle aussi au fil des épisodes.

## Distribution

### Acteurs principaux
- Josh Duhamel (VF : Alexis Victor) : Milton Chamberlain
- Dean Winters (VF : Jérémie Covillault) : Russ Agnew
- Janet McTeer (VF : Isabelle Leprince) : Commandant Kim Guziewicz
- Kal Penn (VF : Nessym Guetat) : Détective White Fontanelle
- Aubrey Dollar (VF : Marie Chevalot) : Holly
- Edward Fordham, Jr. (VF : Günther Germain) : Aaron Funkhauser

### Acteurs récurrents
- Damon Herriman (VF : Yann Peira) : Inspecteur Niblet
- Liza Lapira (VF : Josy Bernard) : Détective Jacocks
- Patton Oswalt : Scooter Hardy, maire de Battle Creek

Source VF sur RS Doublage et Doublage Série Database

## Production
Le 25 septembre 2014, CBS commande officiellement treize épisodes, série développée par Vince Gilligan en 2002 pour la chaîne CBS, mais qui ne l'avait pas retenue à l'époque. La saison sera diffusée lors de la saison télévisuelle 2014/2015,.
Le 5 décembre 2014, CBS annonce la date de diffusion de la série au 1er mars 2015,.
Le 8 mai 2015, CBS annonce l'annulation de la série.

### Casting
Les rôles ont été attribués dans cet ordre : Kal Penn, Janet McTeer, Dean Winters, Aubrey Dollar, Edward Fordham Jr et Josh Duhamel.
Parmi les autres acteurs récurrents et invités de la saison : Damon Herriman et Patton Oswalt.

## Épisodes
1. Nouvelle ère à Battle Creek (Pilot)
2. A coups de sirops ! (Syruptitious)
3. Flair et suspicion (Man’s Best Friend)
4. Le meilleur des deux... (Heirlooms)
5. Amour incendiaire (Old Flames)
6. Céréales Killer (Cereal Killers)
7. Arnaque, million et ta mère (Mama's Boy)
8. Lever le doute... (Old Wounds)
9. Un mort en cavale (Gingerbread Man)
10. Le syndrome de Stockholm (Stockholm)
11. Le bon choix, au bon moment (The Hand-off)
12. La preuve par l'image (Homecoming)
13. Dernière confidence (Sympathy for the Devil)